# Quiet quitting
Quiet quitting (engelsk: tavs opsigelse eller tavs protest) er en tilgang til arbejde, der blev populær under Coronaviruspandemien i 2020.
Betegnelsen udtrykker at medarbejdere uden at sige det højt på arbejdspladsen, begynder at undlade at udføre arbejdsbyrder der forventes at lede til udbrændthed. Sådanne medarbejdere søger ikke nødvendigvis andetstedshen, de søger at oprette en balance imellem arbejde og fritid. I Covid-19-perioden fik mange arbejdstagere med hjemmearbejde tid til at reflektere over deres arbejdsliv. En redaktør kaldte oprøret en protest imod hustler-kultur.
Betegnelsen quiet quitting er historisk også kendt som quiet retiring (tavs opsigelse), udmøntet af Marge Ryan i 1998 på Rochester Institute of Technology.
I løbet af 2023 indførte arbejdsgivere til gengæld betegnelsen quiet cutting (tavs afskedigelse), en kendt praksis, der presser medarbejdere til at sige op i kraft af forringede arbejdsforhold.